# Aeroportul George Bush Intercontinental
Aeroportul George Bush Intercontinental (în engleză George Bush Intercontinental Airport) (IATA: IAH, ICAO: KIAH, FAA LID: IAH) este un aeroport din Houston, Comitatul Harris, Texas, Texas, Statele Unite ale Americii ce deservește zona Houston. Aeroportul a fost tranzitat în 2023 de 46.192.094 de pasageri. A fost deschis în iunie 1969 și numit după George H. W. Bush.
Situat la o altitudine de 30 m, aeroportul dispune de 5 piste. Este operat de Houston Airport System⁠(d).

## Infrastructură

### Piste
Aeroportul dispune de 5 piste: 
- pista 08L/26R din beton, cu dimensiunile 9.000 picioare × 150 picioare
- pista 08R/26L din beton, cu dimensiunile 9.402 picioare × 150 picioare
- pista 09/27 din beton, cu dimensiunile 10.000 picioare × 150 picioare
- pista 15L/33R din beton, cu dimensiunile 12.001 picioare × 150 picioare
- pista 15R/33L din beton, cu dimensiunile 10.000 picioare × 150 picioare

### Terminale
Aerogara are în componență 7 terminale, Terminal A⁠(d), Terminal B⁠(d), Terminal C⁠(d), Terminal D⁠(d), Terminal E⁠(d), International Arrivals & Federal Inspection Facility (Houston-Intercontinental)⁠(d) și People movers at George Bush Intercontinental Airport⁠(d). 